# Heinrich von Xylander (General)

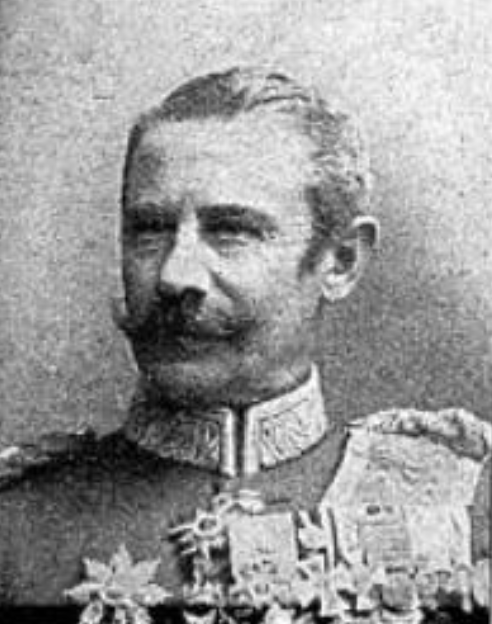
Heinrich von Xylander, 1905

Heinrich Arnold Ritter von Xylander (* 19. Februar 1840 in Frankfurt am Main; † 22. März 1905 in München) war ein bayerischer General der Infanterie.

## Leben

### Herkunft
Heinrich war ein Sohn des bayerischen Generalmajors Joseph von Xylander (1794–1854) und dessen Ehefrau Karoline, geborene von Tausch (1802–1878). Von seinen neun Geschwistern war Robert (1830–1905) bayerischer Generalleutnant und Emil (1835–1911) bayerischer Generaloberst.

### Militärkarriere
Nach dem Besuch des Kadettenkorps trat Xylander infolge der Mobilmachung anlässlich des Sardinischen Krieges am 28. April 1859 als Junker in das 2. Jäger-Bataillon der Bayerischen Armee ein und avancierte Mitte Mai 1859 zum Leutnant. Zwischenzeitlich zum Oberleutnant aufgestiegen, nahm er 1866 während des Krieges gegen Preußen an den Kämpfen bei Kissingen und Uettingen teil. Nach dem Krieg absolvierte Xylander ab 1867 erfolgreich die Kriegsakademie, die er aber durch den Beginn des Krieges gegen Frankreich nicht mehr ganz planmäßig abschließen konnte. Als Adjutant der 1. Infanterie-Brigade nahm er zunächst an der Schlacht bei Wörth teil und erhielt für sein Verhalten durch Armeebefehl eine Belobigung. Unter Belassung in seinem Kommando wurde er am 22. August 1870 zum Hauptmann befördert. Nach seiner Teilnahme an den Kämpfen bei Beaumont, Sedan und Artenay wurde Xylander am 29. Oktober 1870 zum 1. Armeedivisionskommando als Adjutant des Brigadekommandeurs Generalmajor Karl von Orff versetzt. In dieser Stellung war er in die Schlachten bei Coulmiers, Loigny und Poupry sowie Orléans und die Belagerung von Paris eingebunden.
Ausgezeichnet mit beiden Klassen des Eisernen Kreuzes und dem Ritterkreuz I. Klasse des Militärverdienstordens mit Schwertern war Xylander nach dem Friedensschluss als Lehrer für Kriegsgeschichte des 3. Lehrgangs an der Kriegsakademie tätig. Mitte Dezember 1872 erfolgte seine Versetzung in den Generalstab. Kurzzeitig war er von Mitte Januar bis Anfang August 1873 als Zweiter Generalstabsoffizier beim Generalkommando des I. Armee-Korps kommandiert. Xylander wurde Mitte März 1874 Adjutant des Generalstabes und am 31. März 1876 unter Enthebung von dieser Stellung zum Major befördert. Ab Oktober 1876 war er für die Dauer von eineinhalb Jahren zur Dienstleistung zum Großen Generalstab der Preußischen Armee nach Berlin kommandiert. Xylander kehrte am 30. November 1879 mit der Ernennung zum Bataillonskommandeur im 14. Infanterie-Regiment in den Truppendienst zurück und avancierte Anfang April 1881 zum Oberstleutnant. Unter Versetzung in den Generalstab der Armee beauftragte man ihn am 24. März 1882 zunächst mit der Wahrnehmung der Geschäfte des Chefs des Generalstabes des I. Armee-Korps. Am 23. November 1882 erfolgte seine Ernennung zum Chef des Stabes und Mitte Juli 1885 die Beförderung zum Oberst. Daran schloss sich vom 5. Mai 1886 bis zum 7. März 1889 eine Verwendung als Kommandeur des 5. Infanterie-Regiments „Großherzog von Hessen“ an. Anschließend war Xylander als Generalmajor Kommandeur der 3. Infanterie-Brigade in Augsburg, stieg am 20. Dezember 1893 zum Generalleutnant auf und erhielt am 14. Juni 1894 das Kommando über die in München stationierte 1. Division. Unter Beförderung zum General der Infanterie wurde er am 1. April 1900 Kommandierender General des III. Armee-Korps in Nürnberg. In Würdigung seiner Verdienste stellte ihn Prinzregent Luitpold am 16. Juni 1902 à la suite des 5. Infanterie-Regiments „Großherzog Ernst Ludwig von Hessen“. In Genehmigung seines Abschiedsgesuches wurde Xylander unter Verleihung des Großkreuzes des Militärverdienstordens am 19. März 1904 zur Disposition gestellt.

### Familie
Xylander hatte sich am 23. April 1867 in München mit Anna Edle von Rogister (* 1842) verheiratet. Aus der Ehe gingen die beiden Töchter Therese (* 1868) und Anna (* 1870) sowie der Sohn Friedrich (1876–1877) hervor.